# Fermat (cràter)

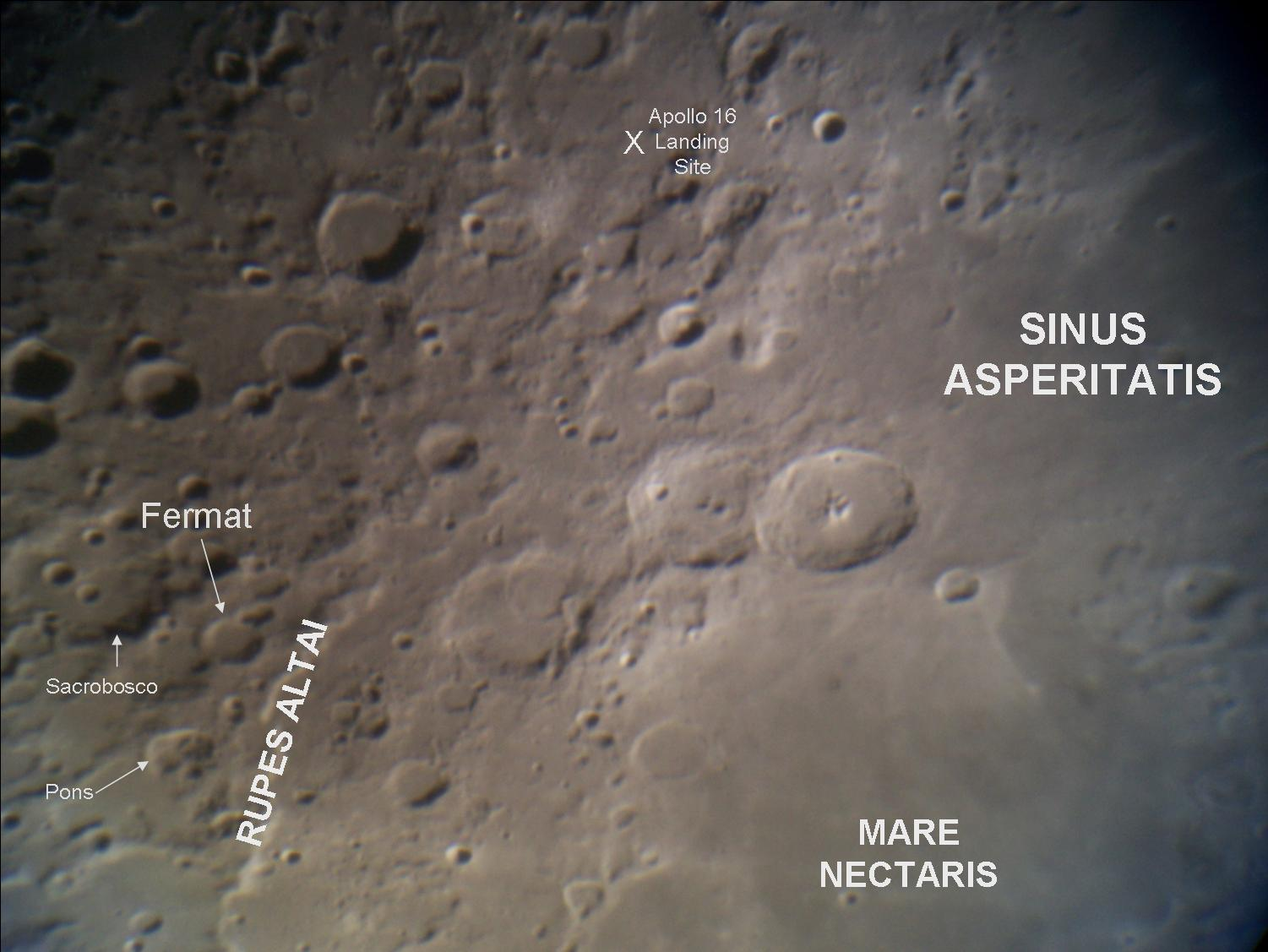
Vista en color de Fermat

Fermat és un cràter d'impacte lunar, situat a l'oest de l'escarpament denominat Rupes Altai. A l'oest-sud-oest es troba el cràter de major grandària Sacrobosco, i al sud-oest apareix Pons, de forma irregular. Compta amb uns 39 quilòmetres de diàmetre i dos quilòmetres de profunditat.

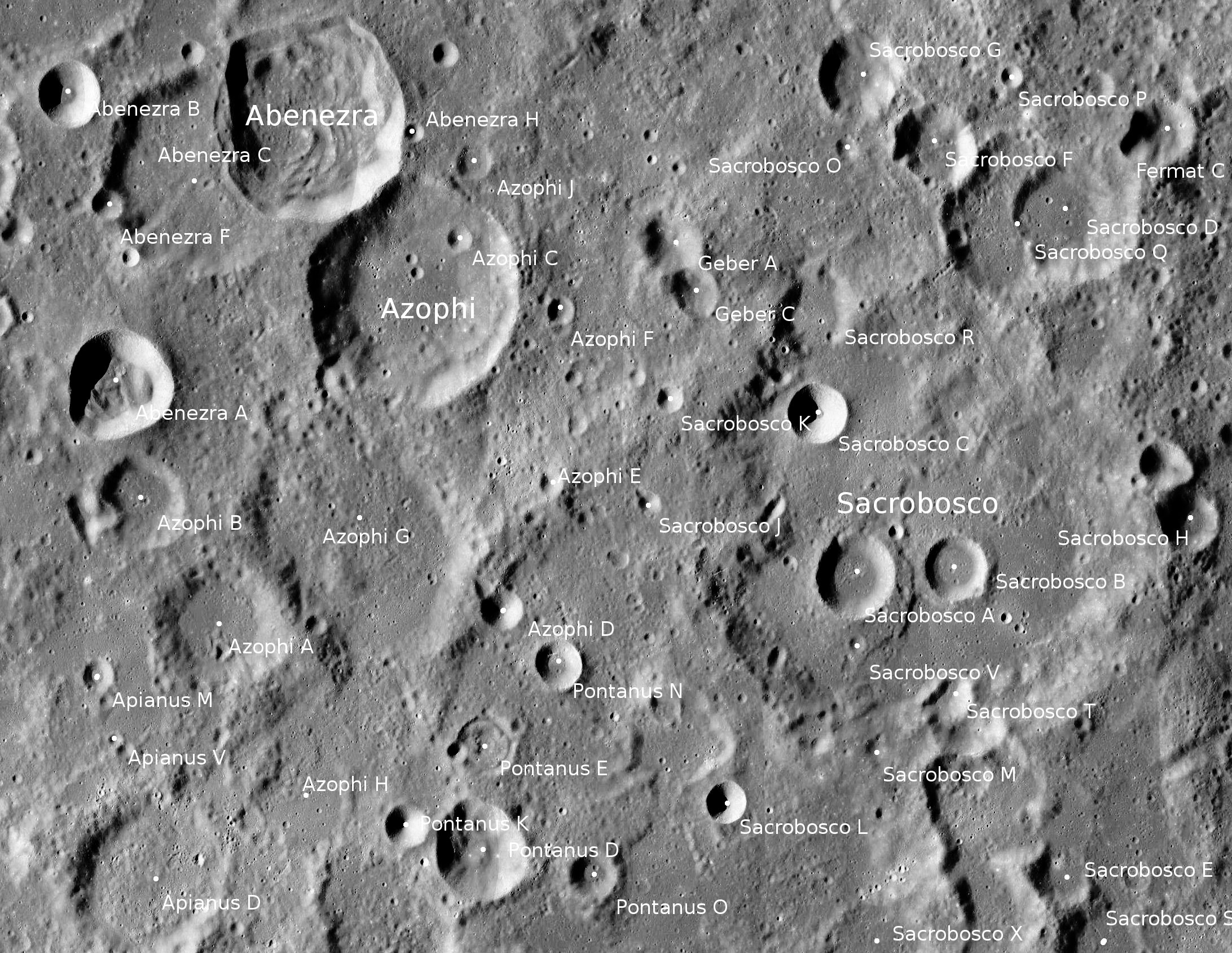
Cràter lunar Fermat. Localització. (Imatge LROC)

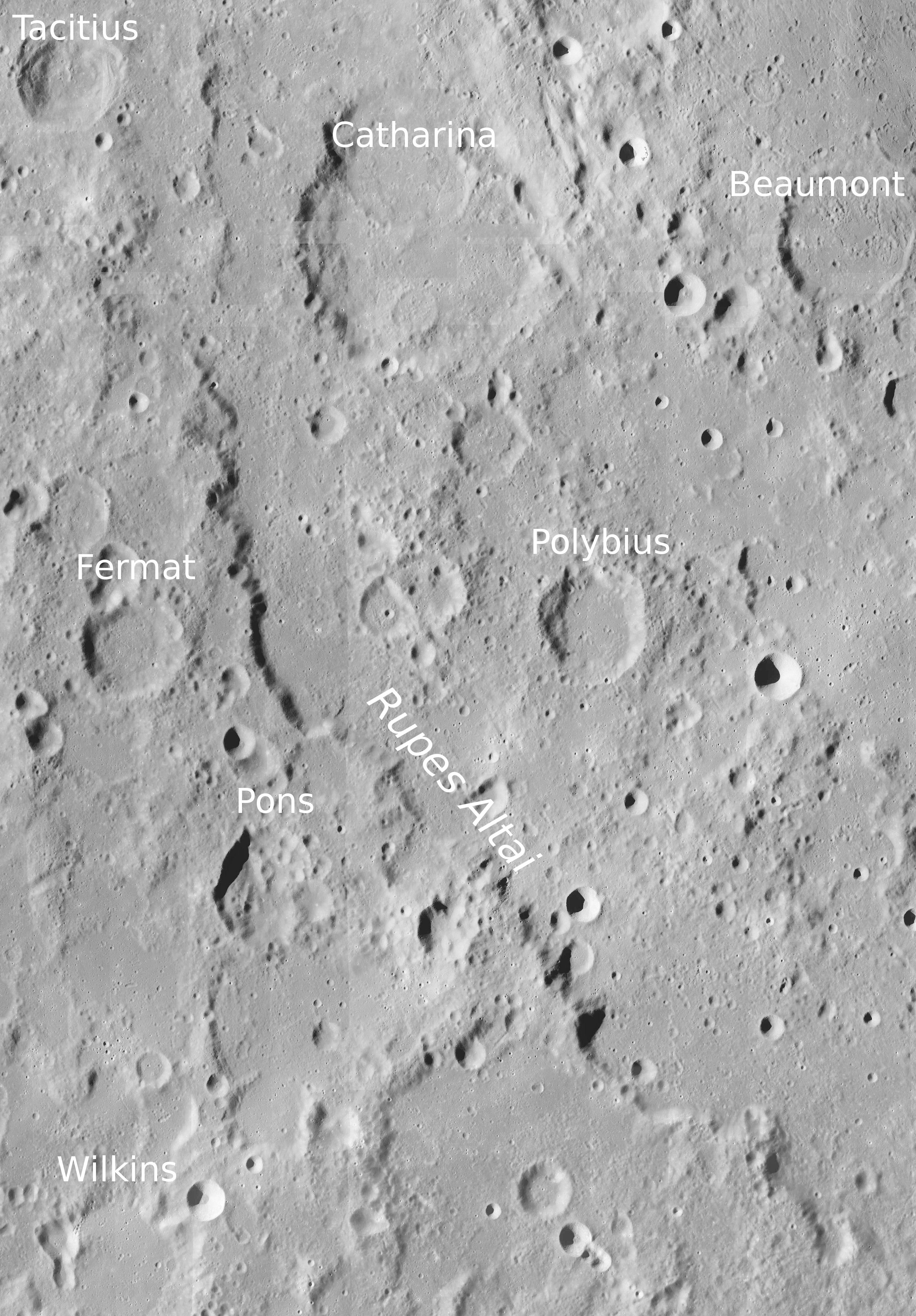
Fotografia de la missió Lunar Reconnaissance Orbiter

La vora de Fermat apareix desgastada i és una miqueta irregular, però encara posseeix una rampa exterior. El bord nord presenta la inserció d'una formació de doble cràter que inclou a Fermat A. El fons és relativament pla i no presenta un pic al seu centre.
 El cràter pertany al Període Preímbric, de fa entre 4.550 i 3.850 milions d'anys.
Es diu així pel cèlebre matemàtic francès del segle xvii Pierre de Fermat.

## Cràters satèl·lit
Per convenció aquests elements són identificats en els mapes lunars posant la lletra en el costat del punt central del cràter que està més prop de Fermat.
|        | \| Fermat \| Coordenades \| Diàmetre \| \| ------ \| ------------------------------------ \| -------- \| \| A \| 21° 48′ S, 19° 36′ E / 21.8°S,19.6°E \| 17 km \| \| B \| 23° 00′ S, 21° 06′ E / 23.0°S,21.1°E \| 11 km \| \| C \| 21° 00′ S, 18° 30′ E / 21.0°S,18.5°E \| 14 km \| \| D \| 20° 06′ S, 18° 00′ E / 20.1°S,18.0°E \| 13 km \| \| E \| 19° 54′ S, 19° 54′ E / 19.9°S,19.9°E \| 7 km \| \| F \| 22° 06′ S, 20° 12′ E / 22.1°S,20.2°E \| 5 km \| \| G \| 19° 24′ S, 20° 00′ E / 19.4°S,20.0°E \| 7 km \| \| H \| 23° 06′ S, 20° 42′ E / 23.1°S,20.7°E \| 5 km \| \| P \| 23° 36′ S, 19° 18′ E / 23.6°S,19.3°E \| 37 km \| |          |
| Fermat | Coordenades | Diàmetre |
| A      | 21° 48′ S, 19° 36′ E / 21.8°S,19.6°E | 17 km    |
| B      | 23° 00′ S, 21° 06′ E / 23.0°S,21.1°E | 11 km    |
| C      | 21° 00′ S, 18° 30′ E / 21.0°S,18.5°E | 14 km    |
| D      | 20° 06′ S, 18° 00′ E / 20.1°S,18.0°E | 13 km    |
| E      | 19° 54′ S, 19° 54′ E / 19.9°S,19.9°E | 7 km     |
| F      | 22° 06′ S, 20° 12′ E / 22.1°S,20.2°E | 5 km     |
| G      | 19° 24′ S, 20° 00′ E / 19.4°S,20.0°E | 7 km     |
| H      | 23° 06′ S, 20° 42′ E / 23.1°S,20.7°E | 5 km     |
| P      | 23° 36′ S, 19° 18′ E / 23.6°S,19.3°E | 37 km    |

### Altres referències
- (WGPSN), IAU Working Group for Planetary System Nomenclature. «Gazetteer of Planetary Nomenclature. 1:1 Million-Scale Maps of the Moon» (en anglès).  UAI / USGS, 13-02-2013. [Consulta: 6 abril 2016].
- Andersson, L. E.; Whitaker, E. A.,. NASA Catalogue of Lunar Nomenclature (en anglès).  NASA RP-1097, 1982.
- Blue, Jennifer. «Gazetteer of Planetary Nomenclature» (en anglès).  USGS, 25-07-2007. [Consulta: 2 gener 2012].
- Bussey, B.; Spudis, P.. The Clementine Atlas of the Moon (en anglès).  Nueva York: Cambridge University Press, 2004. ISBN 0-521-81528-2.
- Cocks, Elijah E.; Cocks, Josiah C.. Who's Who on the Moon: A Biographical Dictionary of Lunar Nomenclature (en anglès).  Tudor Publishers, 1995. ISBN 0-936389-27-3.
- McDowell, Jonathan. «Lunar Nomenclature» (en anglès).   Jonathan's Space Report, 15-07-2007. [Consulta: 2 gener 2012].
- Menzel, D. H.; Minnaert, M.; Levin, B.; Dollfus, A.; Bell, B. «Report on Lunar Nomenclature by The Working Group of Commission 17 of the IAU» (en anglès). Space Science Reviews, 12, 1971, pàg. 136.
- Moore, Patrick. On the Moon (en anglès).  Sterling Publishing Co, 2001. ISBN 0-304-35469-4.
- Price, Fred W. The Moon Observer's Handbook (en anglès).  Cambridge University Press, 1988. ISBN 0521335000.
- Rükl, Antonín. Atlas of the Moon (en anglès).  Kalmbach Books, 1990. ISBN 0-913135-17-8.
- Webb, Rev. T. W.. Celestial Objects for Common Telescopes, 6ª edición revisada (en anglès).  Dover, 1962. ISBN 0-486-20917-2.
- Whitaker, Ewen A. Mapping and Naming the Moon (en anglès).  Cambridge University Press, 2003. 978-0-521-54414-6.
- Wlasuk, Peter T. Observing the Moon (en anglès).  Springer, 2000. ISBN 1-85233-193-3.